# Витербо
Вите́рбо (итал. Viterbo) — город в итальянском регионе Лацио, административный центр одноимённой провинции. Расположен в 100 км к северу от Рима по Кассиевой дороге, у подножия гор Чимини.
Покровителями города считаются Святой Лаврентий, святые Валентин и Иларий, и святая Роза из Витербо. Праздники города 10 августа и 4 сентября.

## Герб
В 1172 году в состав коммуны вошёл город Ферентум, известный с античных времён, и в гербе Витербо ко льву добавилась ферентийская пальма. На некоторых изображениях городского герба можно встретить буквы FAUL, возможно, это начальные буквы знатных этрусских фамилий, по другой версии — это четыре холма, на которых был основан Витербо. Не исключено, что эти буквы означают имена четырёх деревень с замками — Фанум, Арбанум, Ветулония, Лонгула, — из которых сложился город. В этом виде герб города дошёл до наших дней.

## История

### Первые поселения
Как и многие города в округе, Витербо был основан в незапамятные времена этрусками. В свои ранние времена он завоевал и поглотил соседний город Ференто. В 310 году до н. э. он перешёл к римлянам, в 774 году — к лангобардам. В XI веке считался частью не столько Лацио, сколько Тосканы — положение изменилось, когда Матильда Тосканская передала его во владение папы римского.
Известный историк-фальсификатор XV века Анний из Витербо сообщает, что город появился на развалинах этрусского поселения. В IV веке до н. э. римляне основали на месте современного Витербо колонию, получившую название Викус Эльбии («Деревня гельвиев»). Кроме колонии, близ нынешнего Витербо в римскую эпоху существовал военный лагерь Каструм Геркулис, названный так в честь легендарного Геркулеса, чей храм стоял неподалёку.
В VIII веке н. э. лангобардский король Италии Лиутпранд (712–744) основал на месте античного поселения замок Витербо, создавая угрозу для Рима, который в то время формально принадлежал Византийской империи, а на деле управлялся папами. В 773 году король Дезидерий укрепил Витербо, желая завоевать Рим. Его планы разрушил король франков Карл Великий (768–814), совершивший вскоре поход в Италию и завоевавший королевство лангобардов. Город Витербо перешёл во владение римского папы.

### Средневековье
В XI веке начинается период расцвета города, растёт население, появляются жилые кварталы вокруг замка Витербо. В 1090 году вокруг города строится крепостная стена. Через пять лет после этого Витербо получает права городского самоуправления. Выстроен кафедральный собор святого Лаврентия («Сан-Лоренцо»), признанного святым покровителем города. Русский историк и искусствовед Павел Муратов писал:
«…до сих пор XII и XIII века так же живы в Витербо, как живы XIV и XV века в Сиене. Почти столько же, как и Сиена, этот интереснейший город сохранил из своего прошлого, но только прошлое Витербо восходит к временам ещё более давним. Удивительные романские и готические церкви с химерами, розетками, наружными барельефами встречаются здесь на каждой площади. Редкостная готическая лоджия украшает епископский дворец, старое жилище пап, которые гостили в Витербо».
Расцвет Витербо связан с тем, что римские папы избрали этот город местом своей резиденции. Это произошло после того как орган городского самоуправления Рима – коммуна поссорилась с римским папой Евгением III (1145—1153). Папа был вынужден бежать из Рима в Витербо. В 1146 году горожане выдержали осаду войска противников папы, но Евгения III не выдали. В городе попеременно одерживали верх то сторонники папы, то его противники. В 1163 году германский император Фридрих I Барбаросса (1152– 1155) посадил в Витербо своего антипапу Пасхалия III. Три года спустя император даровал Витербо статус города и собрал в нём ополчение для войны против Святого Престола.
В 1207 году папа Иннокентий III (1198 – 1216) провёл в кафедральном соборе Витербо синод Католической церкви. Однако вскоре понтифик отлучил горожан от церкви за то, что они приютили последователей еретической общины патаренов, изгнанных из Рима. Вскоре горожане примирились с папой, а в 1210 году под Витербо была разбита армия германского императора Оттона IV (1209 – 1215), шедшего на Рим.

#### Противостояние гвельфов и гибеллинов
В дальнейшем за власть в городе развязали борьбу два аристократических семейства — гвельфы (сторонники папы) Гатти и гибеллины (сторонники императора) Тиньози. Германский император Фридрих II Гогенштауфен (1212—1250), опираясь на гибеллинов, захватил власть в городе. Единственной из горожан, кто не побоялся открыто выступить против могущественного императора, оказалась пятнадцатилетняя девушка. Это была бедная проповедница францисканская монахиня Роза из Витербо. Помимо обычных для проповедников речей, она призывала земляков к повиновению папе. Когда её схватили и привели на допрос к имперскому наместнику, она сказала: «Я повинуюсь Господину более могущественному, чем вы, и скорее умру, чем ослушаюсь Его». Имперский наместник изгнал семью Розы из города. По преданию, Роза из Витербо в январе 1250 года напророчила смерть Фридриху II, и в конце года он действительно скончался. В 1252 году в 18-летнем возрасте Роза из Витербо скончалась. После смерти она была признана святой, и в наши дни считается покровительницей Витербо наравне со святым Лаврентием. После кончины Розы горожане перешли на сторону партии гвельфов, поддерживавших Святой Престол.
В 1257 году в Витербо бежал римский папа Александр IV (1254—1261), поскольку в Риме в тот момент верх одержали сторонники германских императоров из династии Гогенштауфенов. На 25 лет город становится резиденцией римских понтификов. В 1268 году в Витербо очередной папа Климент IV (1265—1268) отлучил от церкви немецкого принца Конрадина Гогенштауфена, претендовавшего на корону Неаполитанского королевства. Войска Конрадина были разгромлены, а самого принца казнили.
13 марта 1271 года в ходе службы в церкви святого Сильвестра («Сан-Сильвестро») братья Ги и Симон де Монфоры убили своего кузена Генриха Корнуэльского, племянника английского короля Генриха III Винчестерского. Кровавые вендетты среди представителей знатных фамилий не были редкостью, однако убийство у алтаря считалось в Средние века святотатством. За совершённое злодеяние братьев Монфоров отлучили от церкви.

#### Отдельное государство
В 1277 году в Витербо произошло обрушение перекрытий наспех построенного папского дворца, при этом папа Иоанн XXI получил увечья, оказавшиеся для него смертельными. В 1282 году Мартин IV, папа-француз, неуютно чувствовавший себя в Витербо, переехал в Перуджу. В отсутствие пап власть в городе захватывает семейство гибеллинов ди Вико. Самый могущественный синьор семейства Джованни ди Вико построил вокруг Витербо мощное государство, в состав которого вошли окрестные города Чивитавеккья, Тарквиния, Больсена, Орвието, Тоди, Нарни и Амелия. Державу Джованни Ди Вико разрушили в 1354 году папские войска во главе с кардиналом Жилем де Альборнозом. Все эти города, включая Витербо, возвратились в состав Папской области, управляемой в то время из Авиньона, куда пап заманили французские короли.
В 1375 году горожане в очередной раз взбунтовались против папы и вручили ключи от города Франческо ди Вико, сыну Джованни. Его правление не пришлось по душе жителям города. В 1388 году против него поднялось восстание, закончившееся убийством тирана. Однако вскоре власть в городе захватил кузен Франческо, Джованни ди Скьярра ди Вико. В 1396 году папские войска изгнали его из города. Последним синьором из династии Ди Вико, правившим в Витербо, был Джакомо. Его свергли в 1431 году. С тех пор на четыре столетия Витербо перешёл под власть римских первосвященников.

### Новое время
В первой половине XVI века в Витербо жил английский кардинал Реджинальд Поул. Здесь он скрывался от гнева английского короля Генриха VIII. Вокруг кардинала образовался кружок образованных людей, среди них – маркиза Виттория Колонна и знаменитый Микеланджело. В 1569 году папским указом из Витербо была выселена еврейская община.
В течение XVII–XVIII веков в городе не происходит особо заметных событий.
В 1861 году, после распада Папского государства Витербо становится частью единого Итальянского королевства. В 1867 году близ Витербо потерпел неудачу итальянский революционер Джузеппе Гарибальди, отправившийся в поход на Рим, который в тот момент ещё находился под властью папы. Тогда отряды Гарибальди были остановлены при Ментане папской гвардией и французскими войсками. После стольких лет упадка город настолько потерял своё значение, что после объединения Италии Витербо не получил даже статус столицы провинции. Лишь в 1927 этот статус был возвращён городу в ходе реорганизации провинций, проведённой дуче Муссолини (1922–1943).

### XX—XXI века

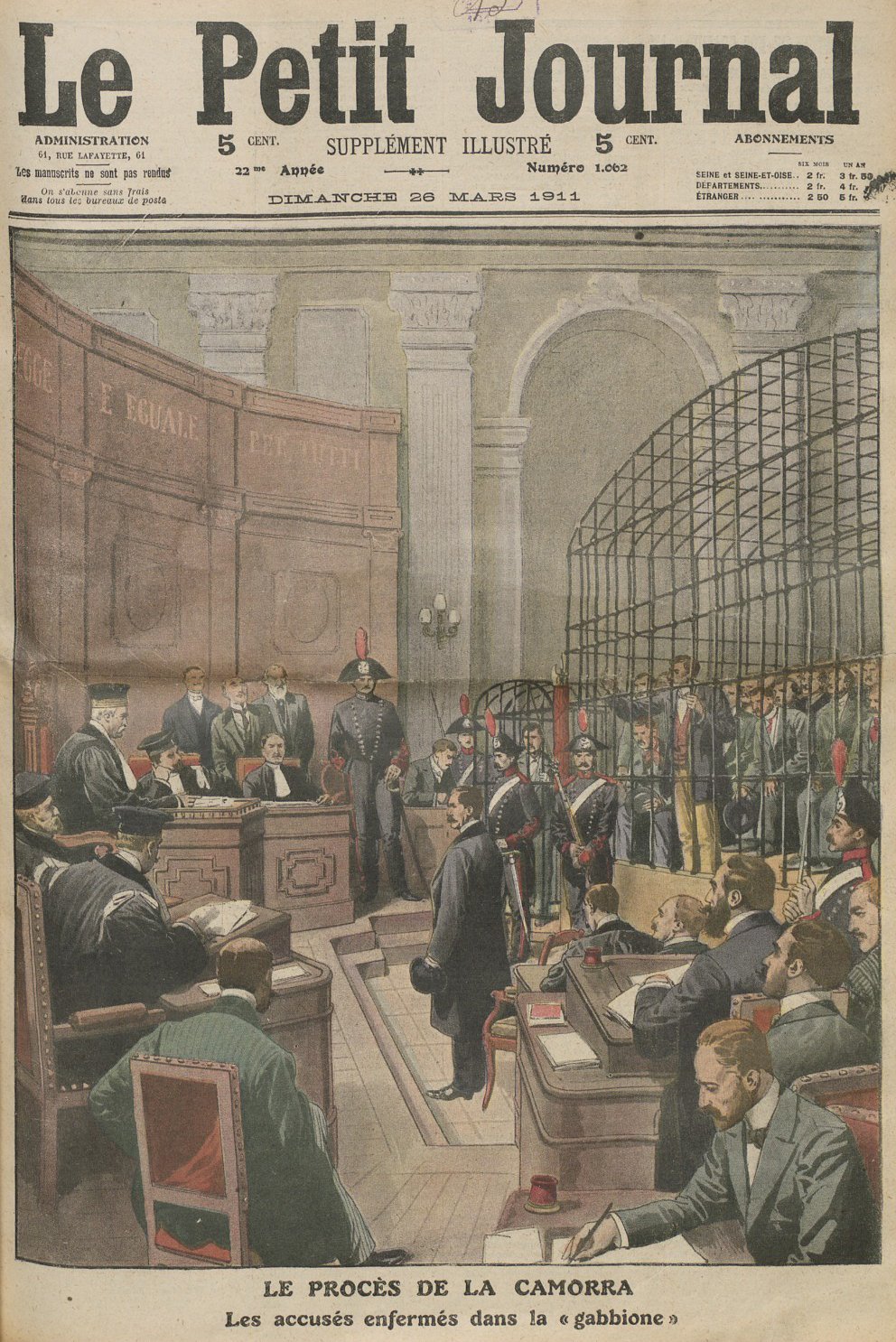
Процесс Куоколо на обложке Le Petit Journal, 26 марта 1911 года

В 1911—1912 годах в городе прошёл показательный процесс Куоколо, основными обвиняемыми которого были многочисленные представители преступной неаполитанской каморры. Карабинеры настолько были заинтересованы в борьбе с преступным миром, что прибегали к подтасовкам фактов.
Во время Второй мировой войны погибло не менее 70 % городской застройки, но город восстановили достаточно быстро, одним из первых в Италии.
Сейчас в Витербо проживают 60 тысяч человек, это примерно столько же, сколько жило в этом городе во времена его расцвета в XII—XIII веках. В Витербо действует небольшой Тосканский университет

## Необычные факты
С городом Витербо связана одна из самых скандальных в истории папства историй об избрании нового папы. После смерти Климента IV кардиналы долго не могли выбрать нового понтифика. Святой Престол оказался вакантным в течение 1006 дней. Для верующих отсутствие папы было сущим бедствием. Под нажимом возмущённых горожан капитан гвардейцев Раньеро Гати запер кардиналов на ключ, заявив, что дверь откроется только тогда, когда новый папа будет избран. Гвардейцы разобрали крышу, через которую отцам церкви передавали хлеб и воду. Осаждённые в буквальном смысле кардиналы скоро избрали нового папу. Им стал Григорий X (1271—1276). С тех пор церемония избрания нового папы получила название «конклав», что по-латыни означает буквально «под ключом».

## Города-побратимы
- Бингемтон, США
- Олбани, США
- Санта-Роза-ди-Витербу, Бразилия
- Губбио, Италия
- Палми, Италия
- Нола, Италия
- Сассари, Италия
- Кампобассо, Италия
- Спрингфилд, США

## Достопримечательности
В Италии нет другого города, который в такой степени сохранил бы средневековый облик XII и XIII веков. Почти нетронутым дошёл до наших дней средневековый квартал пилигримов (Сан-Пеллегрино). Наиболее интересное для любителя истории сооружение во всём городе — папский дворец, в котором понтифики укрывались от римских смут 1257—1281 годов. В 1271 году в пышной дворцовой зале состоялся самый длинный конклав в истории, по итогам которого на папский престол взошёл Григорий X.
Рядом с дворцом стоит собор Сан-Лоренцо, воздвигнутый в XII веке и с тех пор не раз перестроенный. Его фасад выдержан в духе позднего ренессанса, высокая кампанила — образчик сиенской готики XIV века. В соборе сохранилась гробница папы Иоанна XXI; надгробие же его предшественника Александра IV с годами затерялось. В витербской церкви Сан-Франческо нашли последний приют ещё двое пап — Климент IV и Адриан V.
На Площади Плебисцито (Piazza del Plebiscito, или: Piazza del Comune) расположен средневековый Дворец Приоров (Palazzo dei Priori), или Palazzo Communale (то же, что Ратуша или Синьория), — внушительный дворец, построенный в 1460 году для приора, назначаемого Папой, позднее, в соседнем здании — резиденция подеста, или «муниципио» (мunicipio). В наше время во Дворце Приоров заседает городской совет. Интерьеры дворца сохранили великолепные фрески конца XVI века работы Бальдассаре Кроче. На фресках изображена вся история города, начиная с античных времён.
Другие значительные сооружения Витербо — позднеготический дворец Фарнезе, где жил будущий Павел III со своей прекрасной сестрой Джулианой; санктуарий св. Розы из Витербо и многочисленные готические фонтаны, по числу и замысловатости которых у Витербо нет равных в Европе. В окрестностях города примечательны античные театры и термы в Ференто и Больсене, два двухтысячелетних моста в местечке Блера, изобильная источниками вилла Ланте и грандиозный замок средневековых князей Орсини в Браччано.

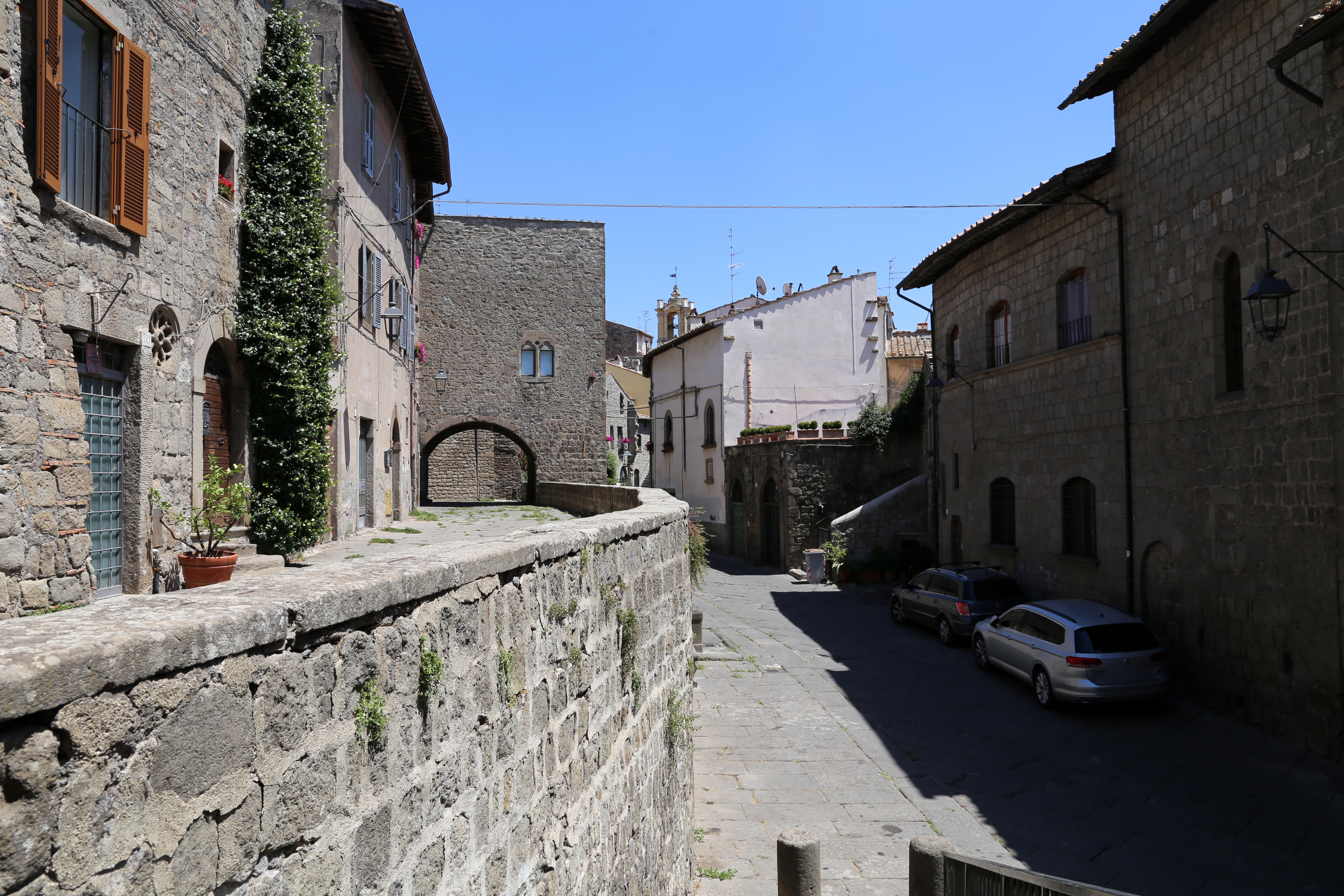
Сан-Пеллегрино
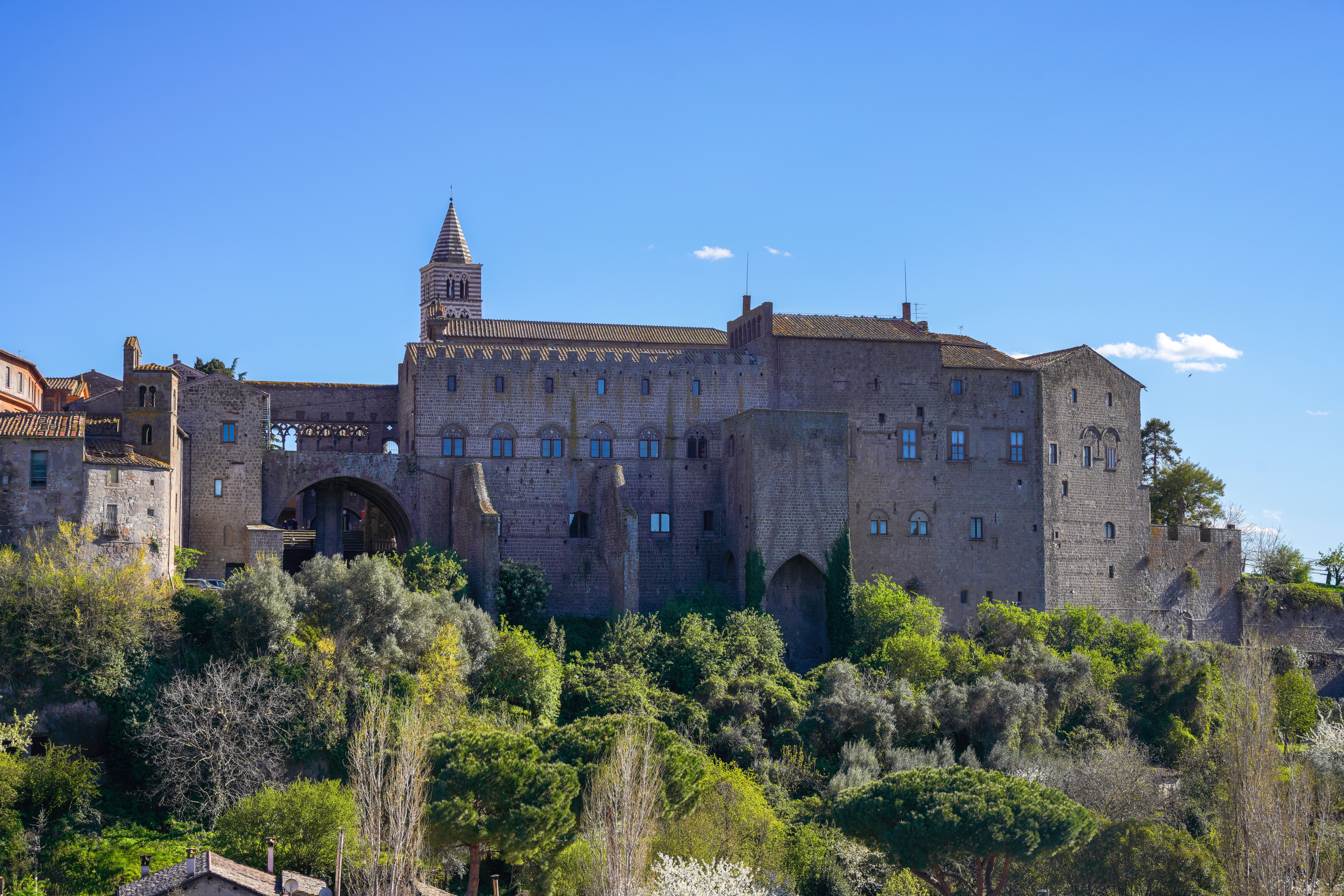
Папский дворец
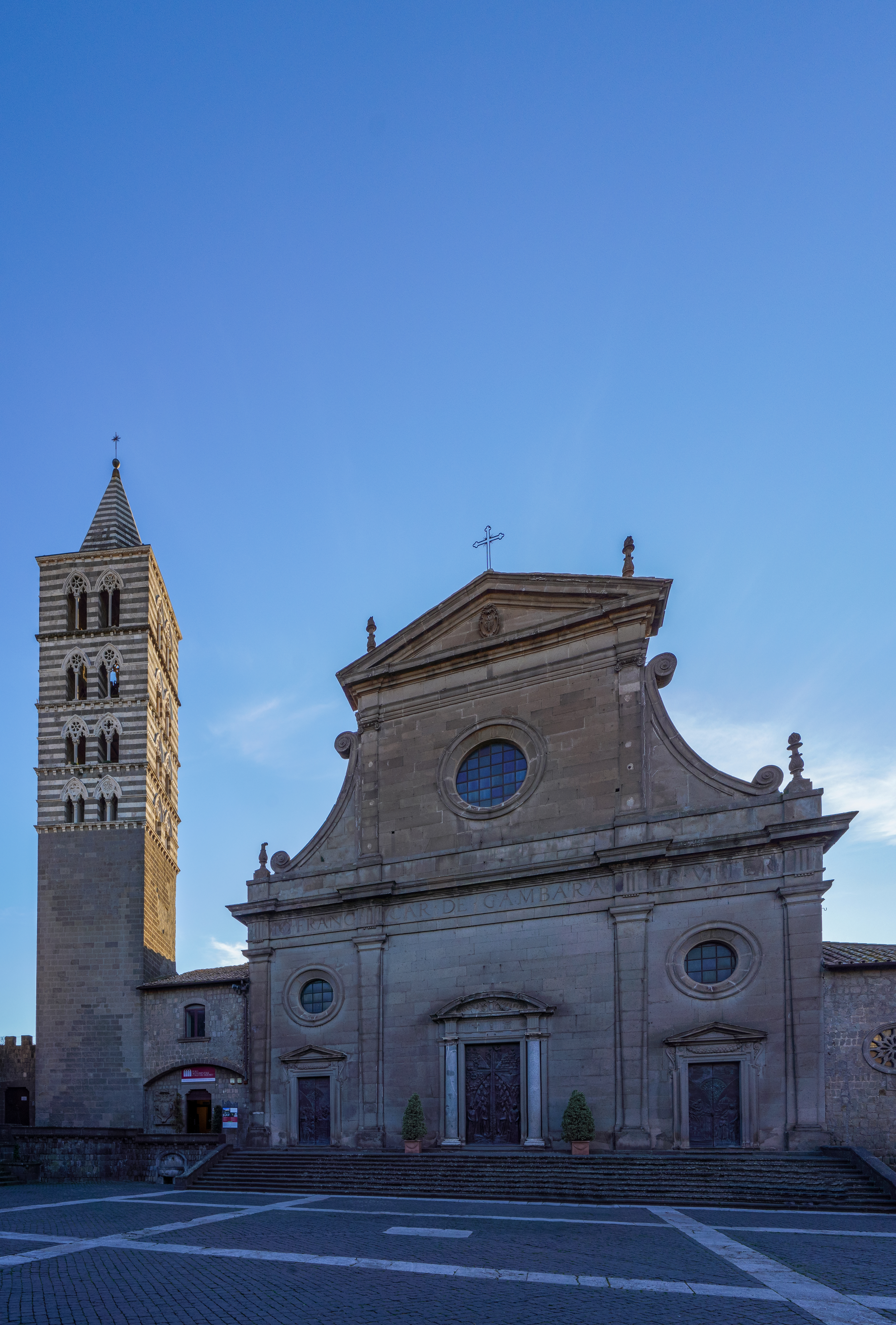
Собор Сан-Лоренцо
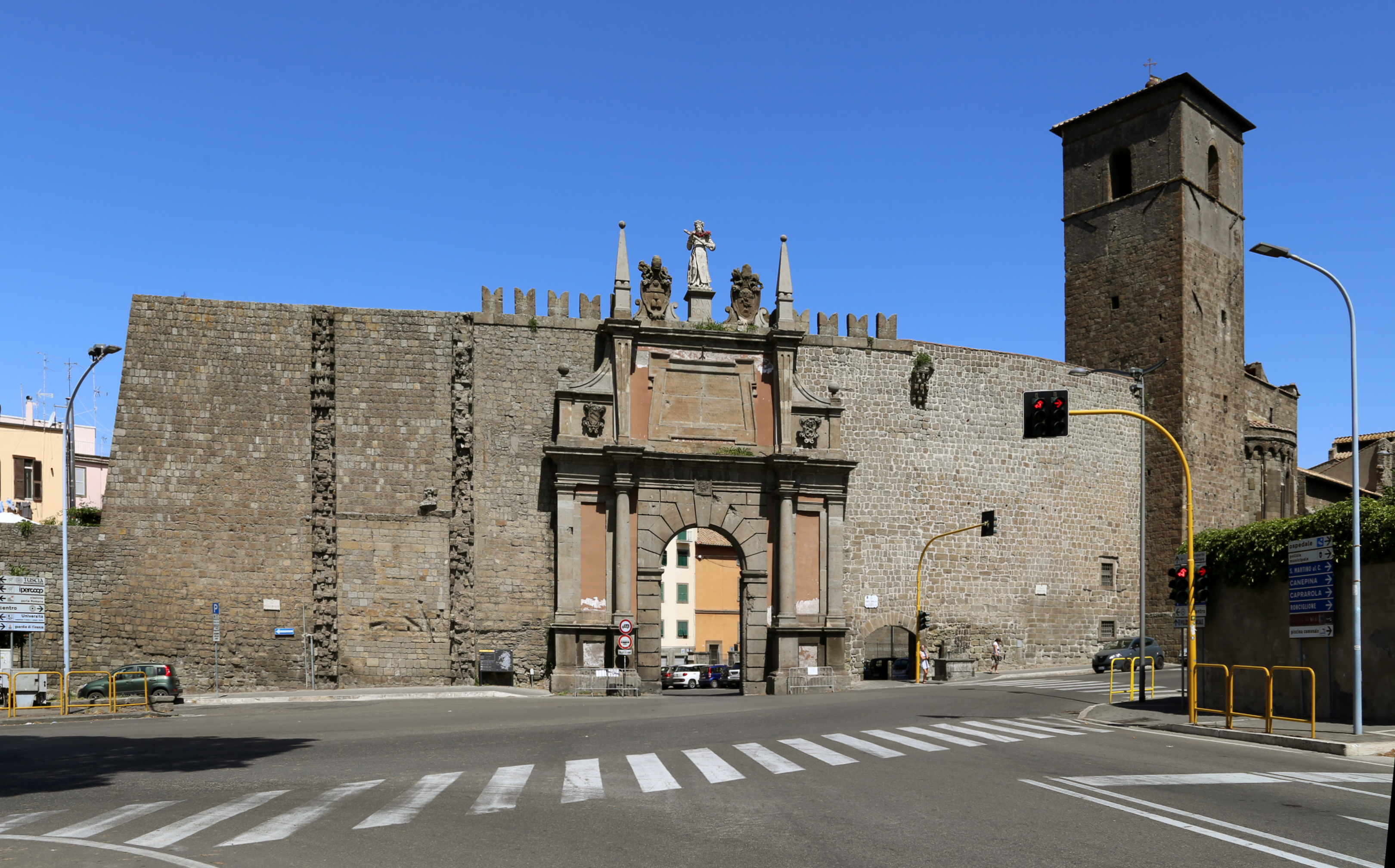
Римские ворота
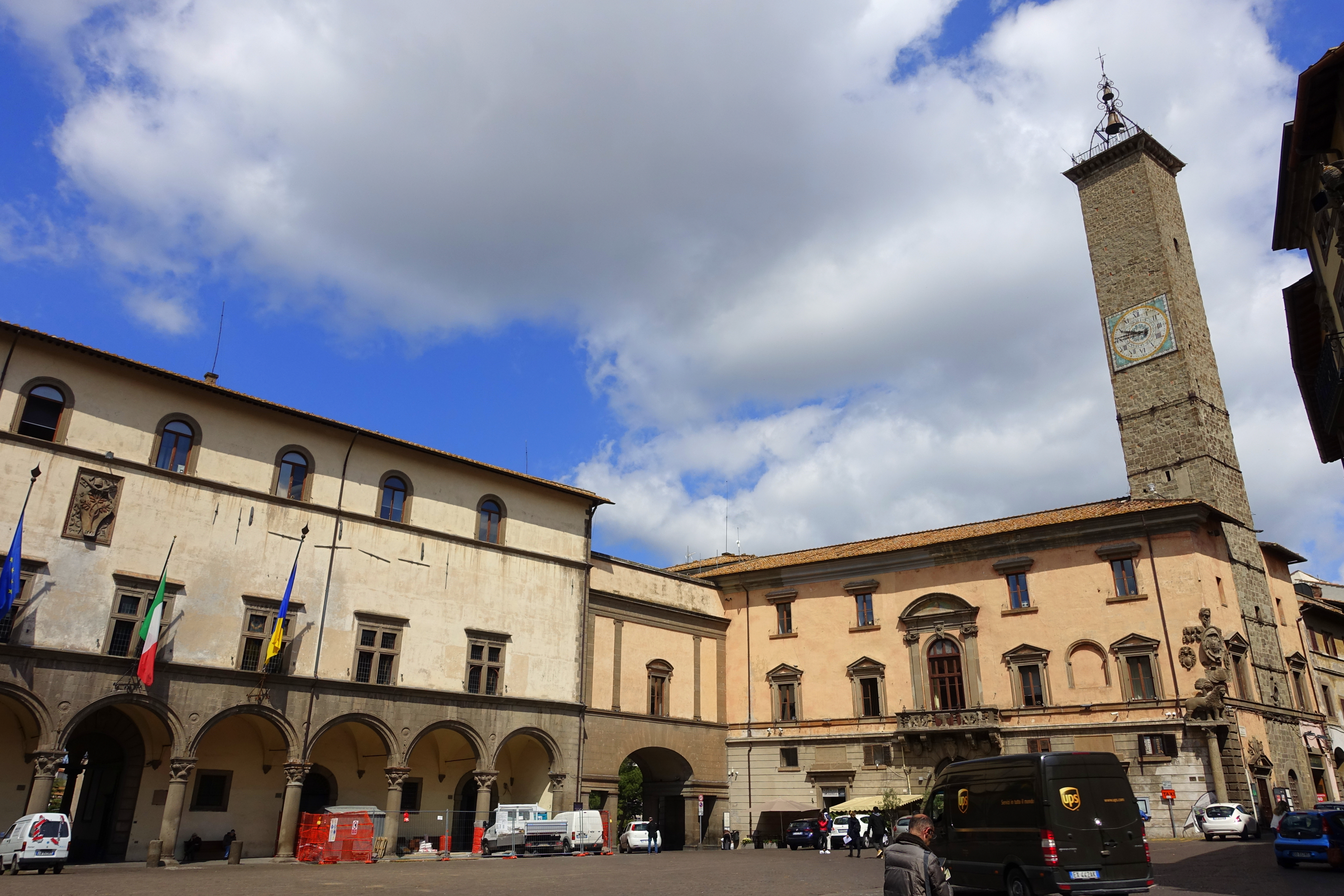
Дворец Приоров и Дворец Подеста